# Хольц, Томас
Томас Р. Хольц — младший (англ. Thomas R. Holtz, Jr.; род. 13 сентября 1965, Лос-Анджелес) — американский палеонтолог, специалист по хищным динозаврам. Преподаватель Мэрилендского университета, сотрудник отдела палеобиологии Национального музея естественной истории США.

## Биография
Школьное образование Хольц получил в Техасе и Виргинии. По его собственным словам, в школьные годы ему нравились одновременно естественные науки и история, и он с детства мечтал стать палеонтологом. Первую академическую степень Хольц получил в Университете Джонса Хопкинса, после чего продолжил образование в Йеле, где его научным руководителем был Джон Остром. Защитил докторат в 1992 году.
Преподаёт палеонтологию позвоночных на факультете геологии Мэрилендского университета. Совмещает эту работу с должностью научного сотрудника отдела палеобиологии Национального музея естественной истории (Смитсоновский институт).

## Научная работа
Томас Хольц специализируется на изучении происхождения, эволюции, адаптации и поведения хищных динозавров, в том числе тираннозавроидов. Им был сформулирован термин Maniraptoriformes, описывающий наиболее недавнего общего предка птиц и орнитомимов и всех его общих потомков; ещё одна группа высокого ранга, определение которой было предложено Хольцем, — Arctometatarsalia, название которых связано с зажатой с проксимальной стороны третьей костью плюсны. Вначале определение включало первого динозавра с такой чертой, но позднее группа была сужена и в ней остались орнитомим и те таксоны, которые ближе к орнитомиму, чем к птицам (фактически, Ornithomimosauria, Troodontidae и Tyrannosauridae). Хольц сыграл важную роль в оценке теорий о падальщическом образе жизни тираннозавра.
Значительная часть работы Хольца связана с популяризацией науки. Он был научным консультантом на съёмках многочисленных документальных фильмов, а также при подготовке музейных экспозиций. За авторством Хольца увидела свет популярная энциклопедия «Динозавры» (англ. Dinosaurs: The Most Complete, Up-To-Date Encyclopedia for Dinosaur Lovers of All Ages, лауреат премии Parents' Choice за 2008 год за лучшую нехудожественную книгу). Он также является одним из составителей справочного издания The Complete Dinosaur и единственным автором или соавтором глав о тираннозавридах, ящеротазовых и базальных тетанурах в справочнике The Dinosauria. Статьи Хольца публикуются в таких изданиях, как Science и Nature.